# Paris, Texas
Paris, Texas is een film van de Duitse filmregisseur Wim Wenders uit 1984. Het is waarschijnlijk zijn meest bekende en best ontvangen film. Het camerawerk is van Robby Müller. Sam Shepard schreef het scenario en Ry Cooder componeerde de filmmuziek.
De film is genoemd naar de plaats Paris in Texas, hoewel daar geen opnamen zijn gemaakt. Deze plaats staat bekend om het filmische Texaanse landschap. Paris, Texas won in 1984 een Gouden Palm op het filmfestival van Cannes. Het thema van de filmmuziek is sterk geïnspireerd op Dark Was the Night, Cold Was the Ground (1927) van Blind Willie Johnson.

## Verhaal
Travis lijdt aan geheugenverlies en is vier jaar zoek geweest als hij door zijn broer in huis wordt genomen. Als hij probeert de zaken weer op een rijtje te krijgen, begrijpt hij wat er is gebeurd tussen hem en zijn echtgenote Jane en zijn zoon Hunter.

## Rolverdeling
| Acteur             | Personage           |
| ------------------ | ------------------- |
| Harry Dean Stanton | Travis              |
| Nastassja Kinski   | Jane                |
| Dean Stockwell     | Walt                |
| Aurore Clément     | Anne                |
| Hunter Carson      | Hunter              |
| Socorro Valdez     | Carmelita           |
| Bernhard Wicki     | Dokter Ulmer        |
| Sam Berry          | Pompbediende        |
| Tom F. Farrell     | Schreeuwende man    |
| Edward Fayton      | Vriend van Hunter   |
| Justin Hogg        | Hunter als 3-jarige |
| John Luriel        | Slater              |

## Opnamen
De film is op locatie opgenomen, in chronologische volgorde. De eerste scènes voornamelijk in Terlingua en de Mojavewoestijn. Bij aanvang was alleen de eerste helft van het scenario gereed. De hoofdrol was aanvankelijk bedoeld voor Sam Shepard. Bij diverse opnamen is gebruikgemaakt van een speciaal type lens met twee brandpunten.